# Lac Onatchiway
Lac Onatchiway är en sjö i Kanada.   Den ligger i regionen Saguenay–Lac-Saint-Jean och provinsen Québec, i den östra delen av landet, 500 km nordost om huvudstaden Ottawa. Lac Onatchiway ligger 297 meter över havet. Arean är 45 kvadratkilometer. Den sträcker sig 18,2 kilometer i nord-sydlig riktning, och 8,6 kilometer i öst-västlig riktning.
I omgivningarna runt Lac Onatchiway växer i huvudsak blandskog. Trakten runt Lac Onatchiway är nära nog obefolkad, med mindre än två invånare per kvadratkilometer.